# Прево де Сансак
Прево де Сансак (фр. Prévost de Sansac) — французский, английский и русский дворянский род.

## История рода
Пуатевинский род Прево, представители которого были сеньорами д'Эзек, Тушембер, Сансак, Больё, Пюиботье, Траверсе, известен с XI века. Анри де Буленвилье сообщает (Etat de la France, T. V, p. 336) о Гуго Прево, жившем при Гильоме IX Аквитанском, умершем в 1086 году и погребенном в аббатстве Монтьернёф в Пуатье, но филиация этого дома прослеживается, начиная с Пьера Прево де Саля, жившего в 1140 году, и сестра которого Филиберта Прево в 1136 вышла за виконта Бернара I де Бросса.
Старшая линия рода пресеклась в XVIII веке. В XVII столетии от нее отделилась гугенотская ветвь Прево де Лондиньи, перебравшаяся в Женеву, а затем в Англию, и существующая поныне как баронеты Прево. Ее наиболее выдающимся представителем был Джордж Прево, 1-й баронет Прево (1767—1816), английский военачальник в период революционных и Наполеоновских войн, и генерал-губернатор Канады во время англо-американской войны. Французская ветвь этой линии пресеклась в первой половине XX века.
От сыновей Жана IV Прево, жившего в середине XV века, происходят боковые ветви рода — де Сансак, де Пюиботье, Больё и Траверсе.
Наиболее известным представителем линии Прево де Сансак был военачальник XVI века Луи Прево, сеньор де Сансак, но его единственный сын Жан Прево, барон де Сансак, умер в 1595, не оставив потомства.
От линии сеньоров де Пюиботье, Больё и Траверсе в конце XVII века произошла младшая линия Прево де Траверсе, основанная кавалерийским офицером Жаком Прево, сеньором де Траверсе (1685—1773). От его внуков, сыновей шевалье Жана-Франсуа Прево-Сансака де Траверсе (1725—1775), генерального наместника Сан-Доминго, происходят две ветви Траверсе: старшая (русская), основанная маркизом Жаном Батистом (Иваном Ивановичем) Прево-Сансак де Траверсе (1754—1831), и младшая (французская), основанная графом Огюстом-Жаном Прево-Сансак де Траверсе (1772—1849).

## Старшая линия Траверсе
Жан-Батист (Иван Иванович), маркиз де Траверсе (1754—1830) выехал в Россию во время революции, в 1794 присягнул на вечное подданство Российской империи и в 1811 году был сопричислен древнему Российскому дворянству; был морским министром (1811—1828) и членом государственного совета.
Определениями Правительствующего Сената от 18.11.1847, 7.07.1849 и 6.05.1850 утверждены в достоинстве маркизов, со внесением в V часть Родословной книги:
Адмирал маркиз Иван Иванович де-Траверсе и сыновья его:
1. вице-адмирал Александр Иванович 1-й (1791—1850) с женой Маргаритой Карловной (урожденной Гельман) и детьми: Иваном, Софией, Любовью, Николаем, Леонидом, Александром, Константином, Николаем 2-м и Марией.
2. флота капитан 1-го ранга Александр Иванович 2-й (1796—1878) с детьми: Николаем, Александром, Марией, Александрой, Варварой, Елизаветой и Анной.

## Описание герба
В щите, имеющем серебряное поле, изображены шесть мерлет таким образом: три, две,
одна и между ними две черных полосы.
Щит увенчан дворянскими шлемом и короной. Намёт на щите серебряный, подложенный черным. Герб рода де Траверсе внесен в Высочайше утвержденную 5 августа 1816 IX часть Общего гербовника дворянских родов Всероссийской империи (стр. 136) с указанием, что этому роду принадлежит титул маркиза.